# Kōta Hirano
Pour les articles homonymes, voir Hirano.
Kōta Hirano (平野 耕太, Hirano Kōta), né à Adachi (Tōkyō) le 14 juillet 1973, est un mangaka.

## Biographie
Il commence sa carrière comme assistant mangaka (il se décrit à l'époque comme un assistant épouvantable et paresseux), puis comme auteur de manga érotique (hentai). Il connaît un succès limité avec des mangas relativement peu connus tels que Angel dust, Coyote, Gun mania et Hi-tension.
Son premier gros succès arrive avec la série Hellsing, dont la publication débute vers la fin 1997 dans le magazine mensuel Young King OURs. L'année précédente, il avait publié The legends of vampire hunter, hentai précurseur de Hellsing.
On observe également dans la série Highschool of the Dead un personnage portant son nom et lui ressemblant fortement, fana d'armes à feu.

## Orthographe de son nom
Le prénom de Hirano s'écrit communément en rōmaji Kouta . Cependant, on le voit écrit aussi Kohta, comme sur la couverture de Hellsing des mangas Dark Horse Comics et la couverture japonaise de Tankōbon.

## Mangas
- Coyote (1995)
- Hi Tension (1996)
- Dai-dojin Monogatari (1998)
- Susume !! Seigaku Denno Kenkyubu (1999)
- Hellsing (1998), et ヘルシング外伝 (Hellsing The Dawn) en 2005.
- Drifters (Depuis 2010, en cours)